# 9733 Valtikhonov
9733 Valtikhonov eller 1985 SC3 är en asteroid i huvudbältet som upptäcktes den 19 september 1985 av det rysk-sovjetiska astronomparet Nikolaj och Ljudmila Tjernych vid Krims astrofysiska observatorium på Krim. Den har fått sitt namn efter Valentin F. Tikhonov.
Asteroiden har en diameter på ungefär 2 kilometer.